# Stockholm idag
Stockholm idag är ett radioprogram i Sveriges radio P4 Radio Stockholm med Björn Lindberg som programledare. Programmet sänds måndag-torsdag kl 15.00-17.45 och är ett aktualitetsprogram med nyheter och debatt. 
Ett dagligt återkommande inslag i programmet är Sportsnack där reportern Lasse Persson gör intervjuer om aktuella händelser i Stockholmsidrotten.